# Дональд Барлет
Дональд Л. Барлет (17 липня 1936 — 5 жовтня 2024) — американський журналіст і автор, який часто співпрацює з Джеймсом Стілом. Разом вони отримали дві Пулітцерівські премії, дві Нагороди Національного журналу та шість нагород Джорджа Полка. Вони відомі глибоким опрацюванням документів та інтерв'ю з необхідними джерелами. Дует співпрацює понад 40 років і їх часто згадують як Барлет і Стіл.

## Особисте життя
Барлет народився і виріс у Джонстауні, штат Пенсільванія. Після навчання в державному університеті штату Пенсільванія він працював три роки спеціальним агентом в Корпусі контррозвідки армії США до 1956 року. Барлет почав свою журналістську кар'єру репортером журналу Reading (Pennsylvania) Times. Через дев'ять років він став журналістом-розслідувачем The Plain Dealer, а пізніше працював в The Chicago Daily News і The Philadelphia Inquirer, де він співпрацював із Джеймсом Стілом. У 1997 році Барлет і Стіл стали редакторами в журналі «Тайм». У 2006 році вони почали працювати редакторами у Vanity Fair. Протягом багатьох років Барлет і Стіл писали про такі різноманітні теми, як злочинність, житло, ядерні відходи, податкові лазівки, зниження рівня життя середнього класу, Говард Г'юз, роль грошей у політиці, ціни на нафту, імміграцію, охорону здоров'я.
Барлет і Стіл виграли дві Пулітцерівські премії і були визнані за їх внесок в американську журналістику ще коли працювали у The Philadelphia Inquirer. У 1972 році, під час однієї з перших спільних робіт для The Inquirer, Барлет і Стіл вперше використали комп'ютери для аналізу даних про насильницькі злочини. Бартлетт і Стіл виграли свою першу Пулітцерівську премію за національну звітність і Нагороду Джеральда Леба в 1975 році за серію «Аудит служби внутрішніх доходів», опубліковану в The Inquirer. Вони здобули другу Пулітцерівську премію за національну звітність і Нагороду Джеральда Леба для великих газет в 1989 році за висвітлення тимчасових податкових пільг, запроваджених Законом про податкову реформу 1986 року. Їхня серія статей в Inquirer «Америка: що пішло неправильно?» відзначена факультетом журналістики Нью-Йоркського університету 51-ю у списку 100 кращих журналістських робіт XX століття. Написана як книга, вона стала бестселером «Нью-Йорк таймс» № 1. Це одна із семи книг, які опублікували Барлет і Стіл. П'ять книг були написані в The Inquirer.
Через 26 років в Inquirer Барлетт і Стіл перейшли до журналу «Тайм». Працюючи там, команда виграла дві Нагороди Національного журналу та рекордну шосту нагороду Джорджа Полка.
Після «Тайм» Барлетт і Стіл почали працювати у Vanity Fair. У 2007 році вони були представлені в документальній серії PBS «Експозиція: дослідницькі звіти в Америці» в епізоді «Друзі у високих місцях», що стосувався державних контрактів. Коли на програмі його запитали як їм вдалося багато років працювати разом, Барлетт сказав: «Ми обидві дуже нудні. Хто ще читає податкові кодекси?» Завдяки клопіткій праці з документами, Барлет і Стіл зробили вагомий внесок в журналістику.
Барлетт одружений та має сина і пасинка.

## Вплив
Барлета і Стіла часто згадують у підручниках з розслідувальної журналістики за їхню техніку та професійність. Вони відомі своєю командною роботою, «послідовною точністю», «здатністю до відтворення» для виявлення своїх джерел і вміння доступно писати для різних аудиторій, зокрема як в серії «Америка: що пішло не так?». Їхні роботодавці, особливо Джин Робертс із The Inquirer, надавали їм можливість проводити тривалий час, опрацьовуючи документи, і публікувати свої роботи у великих статтях у газетах і журналах.

Боб Вудворд про Барлета і Стіла:
Вони начебто довели до досконалості метод виконання своєї роботи, і я з великою повагою ставлюся до неї.